# Stingaree (film, 1934)
Pour les articles homonymes, voir Stingaree.
Pour plus de détails, voir Fiche technique et Distribution.
Stingaree est un film américain réalisé par William A. Wellman, sorti en 1934.

## Synopsis
En 1874 en Australie, l'inspecteur de police nouvellement installé Radford se vante auprès du riche Hugh Clarkson qu'il capturera le célèbre hors-la-loi Stingaree, qui est revenu dans la région. Hilda Bouverie est une servante pauvre travaillant pour les Clarkson. Son patron est gentil mais sa femme traite Hilda et Annie, une autre servante, comme des moins que rien. Mme Clarkson est enthousiasmée par la nouvelle que Sir Julian Kent, un compositeur britannique renommé, va être son invité et rêve de se produire devant lui pour devenir une cantatrice de l'opéra. Malgré son chant qui n'est pas bon, Hilda supplie d'être autorisée à chanter également mais sa maitresse refuse. Pendant ce temps, Sir Julian s'arrête dans une taverne, où Radford et ses collègues boivent. Lorsque Stingaree entre, les policiers se méfient de l'étranger, qui est fouillé mais aucune arme n'est retrouvée. Son acolyte Howie, qui a les armes, le suit et ils enlèvent Sir Julian. Ignorant cela, Mme Clarkson part à la rencontre de Sir Julian.
Pendant son absence, Hilda, qui rêve d'être elle-même chanteuse d'opéra, joue la nouvelle chanson de Sir Julian. Lorsque Stingaree entre dans la résidence Clarkson pour perpétrer un futur vol, elle le prend par erreur pour Sir Julian et chante pour lui. Il est ravi et loue son talent. Lorsque les Clarksons reviennent, ils sont accompagnés de Radford, qui finit par rappeler Stingaree. Démasqué, il s'enfuit, emmenant Hilda avec lui. Lorsqu'ils atteignent sa cachette, le bandit est ennuyé de constater qu'Howie a laissé Sir Julian s'échapper, déjouant sa tentative de lui faire passer une audition. Hilda lui dit que ses parents rêvaient de chanter et qu'à leur mort, elle a hérité du rêve. Puis Stingaree l'embrasse.
De son côté, Sir Julian assiste à un récital à la maison Clarksons, avec Mme Clarkson chantant sa chanson de manière désastreuse. Les bandits arrivent à leur tour et Howie tient les invités sous la menace d'une arme tandis que Stingaree accompagne Hilda au piano. Sir Julian est très impressionné par son chant. Alors que les invités la félicitent, Stingaree et Howie s'éclipsent. Cependant, Radford parvient à tirer et à arrêter Stingaree. Lorsqu'une furieuse Mme Clarkson congédie Hilda, Sir Julian l'invite à venir en Europe. Hilda refuse, ne voulant pas abandonner Stingaree mais elle reçoit ensuite une lettre de lui lui disant de poursuivre son rêve et qu'il a renoncé à sa liberté pour elle. Elle part, emmenant Annie avec elle. Sous la tutelle de Sir Julian, elle devient une célèbre chanteuse d'opéra.
Bien qu'elle ne puisse pas oublier Stingaree, elle accepte d'épouser Sir Julian. La nuit avant le mariage, cependant, elle lui dit qu'elle ne peut pas aller jusqu'au bout. Elle va abandonner sa carrière et retourner en Australie. Il la persuade de se produire lors d'un concert à Melbourne, espérant que le contraste avec les fabuleux opéras d'Europe la fera changer d'avis. Pendant ce temps, Stingaree s'échappe et retient la diligence du nouveau gouverneur général. Il emprunte l'uniforme de l'homme et assiste au concert déguisé mais lorsqu'il est reconnu, la police le poursuit. Il se faufile dans la loge d'Hilda. Cette dernière lui propose d'abandonner sa carrière de chanteuse pour lui. Alors que la police tente de défoncer la porte, il la prend dans ses bras et s'échappe par la fenêtre. Ils partent ensemble sur son cheval.

## Fiche technique
- Titre original : Stingaree
- Réalisation : William A. Wellman
- Scénario et adaptation : Becky Gardiner, Lynn Riggs, Leonard Spigelgass, Garrett Fort et Wells Root (non crédités), d'après une histoire d'Ernest William Hornung
- Photographie : James Van Trees
- Montage : James B. Morley
- Musique : Max Steiner (non crédité)
- Direction artistique : Alfred Herman et Van Nest Polglase
- Costumes : Walter Plunkett
- Producteurs  : Pandro S. Berman et David Lewis
- Société de production : RKO Radio Pictures
- Société de distribution : RKO Radio Pictures
- Pays d'origine : États-Unis
- Format : Noir et blanc — 35 mm — 1,37:1 — Son : Mono (RCA Victor System)
- Genre : Western
- Durée : 77 minutes (1 h 17)
- Dates de sortie : 
  - États-Unis : 17 mai 1934 (New York)
  - États-Unis : 25 mai 1934
  - France : 1er octobre 1934

## Distribution
- Irene Dunne : Hilda Bouverie
- Richard Dix : Stingaree
- Mary Boland : Mme Clarkson
- Conway Tearle : Sir Julian Kent
- Andy Devine : Howie
- Henry Stephenson : M. Hugh Clarkson
- George Barraud : Inspecteur Radford
- Una O'Connor : Annie
- 'Snub' Pollard : Victor
- Reginald Owen : Le gouverneur-général
- Billy Bevan : Mac
- Robert Greig : L'aubergiste

Et, parmi les acteurs non crédités
- Lionel Belmore : 2e aide du gouverneur
- Georges Renavent : Coutouriere